# Saison 6 de NCIS : Enquêtes spéciales
Chronologie
Saison 5 Saison 7
Cet article présente le guide des épisodes la sixième saison de la série télévisée NCIS : Enquêtes spéciales.

## Distribution

### Acteurs principaux
- Mark Harmon (VF : Hervé Jolly) : Leroy Jethro Gibbs, chef d'équipe du NCIS
- Michael Weatherly (VF : Xavier Fagnon) : Anthony D. DiNozzo Jr., agent spécial du NCIS
- Cote de Pablo (VF : Cathy Diraison) : Ziva David, agent de liaison du Mossad au NCIS
- Pauley Perrette (VF : Anne O'Dolan) : Abigail Sciuto, experte scientifique du NCIS
- Sean Murray (VF : Adrien Antoine) : Timothy McGee, agent spécial du NCIS
- Rocky Carroll (VF : Serge Faliu) : Leon Vance[1], directeur du NCIS
- David McCallum (VF : Michel Le Royer) : Donald Mallard, médecin légiste du NCIS

### Acteurs récurrents et invités
- Brian Dietzen (VF : Christophe Lemoine) : Jimmy Palmer (1, 5, 6, 8, 13, 16, 18, 20, 21 et 25)
- Merik Tadros : Michael Rivkin (1 et 22 à 25)
- Liza Lapira : Michelle Lee (épisodes 1 et 7 à 9)
- Michael Nouri : Eli David (épisodes 1 et 25)
- Jonathan LaPaglia : Brent Langer (épisodes 1 et 7)
- Ralph Waite : Jackson Gibbs (épisode 4)
- Joe Spano (VF : Gérard Rinaldi) : Tobias C. Fornell (épisodes 5 et 24)
- Jude Ciccolella : SecNav Phillip Davenport (épisodes 8, 9 et 24)
- David Dayan Fisher : Trent Thomas Kort (épisodes 13 et 20)
- Muse Watson (VF : Bruno Carna ou Jacques Albaret) : Michael Franks (épisode 15)
- Chris O'Donnell (VF : Jean-Philippe Puymartin) : G. Callen (épisodes 22 et 23)
- LL Cool J (VF : Sidney Kotto) : Sam Hanna (épisodes 22 et 23)
- Daniela Ruah (VF : Laëtitia Lefebvre) : Kensi Blye (épisodes 22 et 23)
- Louise Lombard : Lara Macy (épisodes 22 et 23)
- Barrett Foa (VF : Olivier Jankovic) : Eric Beale (épisodes 22 et 23)
- Peter Cambor (VF : Alexandre Gillet) : Nate Getz (épisodes 22 et 23)

## Production
La saison, comporte 25 épisodes, il s'agit par ailleurs de la plus longue saison en termes d'épisodes de la série. Elle est diffusée du 23 septembre 2008 au 19 mai 2009.
Au Canada, pour la saison d'automne, le réseau Global a préféré diffuser la série Dr House en substitution simultanée dans la case horaire de NCIS. En janvier 2009, Fox a déplacé la série House au lundi soir, permettant à Global de diffuser NCIS en simultané.
Au Québec, la saison 6 était diffusée du 24 août au 21 septembre 2009 sur Historia, au rythme d'un épisode par jour du lundi au samedi.
En Belgique, la saison 6  a été diffusée du 2 septembre 2009 au 26 décembre 2009.
En France, la saison a débuté 4 septembre 2009 sur M6 et s'est achevée le 26 février 2010.
Le 16 juin 2008, on apprend que Rocky Carroll, qui était déjà apparu dans deux épisodes de la saison 5, devient le nouveau directeur du NCIS après la mort de Jenny Shepard.
Brian Dietzen, Muse Watson, Michelle Lee, Joe Spano et David Dayan Fisher, sont revenus en tant que récurrents dans un ou plusieurs épisodes de cette saison.
Les épisodes 22 et 23 de cette saison servent d'introduction à la première série dérivée de la franchise NCIS, NCIS : Los Angeles. 

## Épisodes

### Épisode 1:Haute trahison/Retrouvailles
- États-Unis : 23 septembre 2008 sur CBS[3]
- Canada : 24 septembre 2008 sur Global
- Québec : 24 août 2009 sur Historia
- France : 4 septembre 2009 sur M6
- Belgique : 9 septembre 2009 sur RTL-TVi

- États-Unis : 18,03 millions de téléspectateurs[4]
- Canada : plus de 820 000 téléspectateurs[Note 1]
- France : 6,9 millions de téléspectateurs (première diffusion)

- Brian Dietzen : Jimmy Palmer 1/10
- Liza Lapira : Michelle Lee 1/4
- Jonathan LaPaglia : Brent Langer
- Jonathan Mangum : Daniel T. Keating
- Michael Nouri : Eli David 1/2
- Jenny O'Hara : Alice Brodie
- Eric Jungmann : Andy Pringle
- Merik Tadros : Michael Rivkin 1/5
- Austin Bass : Dallas
- Natalie Denise Sperl : Milaana Shishani
- Thomas Owen : Brian Duane Roberts
- Bradford Anderson : Second Geek
- Jerry Shea : Troisième Geek
- Jill Czarnowski : Fille Geek
- Andrew Hwan : Homme asiatique nerveux

- À la fin de l'épisode, McGee et Ziva réintègrent l'équipe.
- On constate également, à la fin de l'épisode, que l'agent Lee reçoit un message, qui nous laisse songer que c'est elle la taupe du NCIS .

### Épisode 2:Agent embarqué/Embarquement immédiat
- États-Unis : 30 septembre 2008 sur CBS
- Canada : 1er octobre 2008 sur Global
- Québec : 25 août 2009 sur Historia
- Belgique : 9 septembre 2009 sur RTL-TVi
- France : 11 septembre 2009 sur M6

- États-Unis : 17,47 millions de téléspectateurs[5]
- Canada : 0,96 million de téléspectateurs[6]
- France : 6,00 millions de téléspectateurs

- Chris Mulkey : Capitaine de la Navy Richard Owens
- Eric Nenninger : Membre de la Navy Taylor Henley
- James Martinez : Lieutenant de la Navy Eduardo Almeida
- Marc Jablon : Lieutenant de la Navy Jonah Kaplan
- Anthony Brandon Wong : Capitaine Docteur de la Navy Russell Nguyen
- William Marquez : Docteur de la Navy Javier Delgado
- Rene L. Moreno : Hector Cruz
- Kate Lacey : Officier de la Navy Christina Solomon
- Roberto Sanchez : Jose
- Austin Priester : Lieutenant de la Navy Bryce Armstrong
- Julie Dickens : Console Operator
- Ward Roberts : Pilote
- Ariel Mirabal-Ramos : Officier de la Navy

- DiNozzo regagne l'équipe du NCIS.

- Gibbs soupçonne le nouveau directeur d'avoir "puni" DiNozzo, en l'envoyant sur ce porte-avion, après ce qui s'est passé dans les derniers épisodes de la saison 5, or celui-ci affirme que non à la fin de l'épisode.

### Épisode 3:En toute confiance/Trahisons
- États-Unis : 7 octobre 2008 sur CBS
- Canada : 8 octobre 2008 sur Global
- Québec : 26 août 2009 sur Historia
- Belgique : 16 septembre 2009 sur RTL-TVi
- France : 18 septembre 2009 sur M6

- États-Unis : 16,29 millions de téléspectateurs[7]
- France : 6,41 millions de téléspectateurs[8]

- Tim DeKay : Sénateur Patrick Kiley
- Susan Floyd : Lynn Tripp Kiley
- Marcus Chait : Cole Erickson
- William Bumiller : Amiral Charles Graves
- Bill Sage : Reed Talbot
- Sheila E. Frazier : Journaliste de ZNN Debra Green
- Sara Sanderson : Tiffany
- Jeff Barnett : David

### Épisode 4:Retrouvailles/L'Homme de l'ombre
- États-Unis : 14 octobre 2008 sur CBS
- Canada : 15 octobre 2008 sur Global
- Québec : 27 août 2009 sur Historia
- Belgique : 16 septembre 2009 sur RTL-TVi
- France : 25 septembre 2009 sur M6

- États-Unis : 18,04 millions de téléspectateurs[9]
- Canada : 1,20 million de téléspectateurs[10]
- France : 6,33 millions de téléspectateurs[11]

- Ralph Waite : Jackson Gibbs
- Erik Eidem : Marine Cpl. Ethan LaCombe
- Sean Harmon : Gibbs jeune
- Kayla Mae Maloney : Emily Kingston
- Christian C. Campbell : Nick Kingston
- Richard Lineback : Chuck Winslow
- Geno Monteiro : Sergent Seth Welch
- Dendrie Taylor : Janet LaCombe

- On apprend que Gibbs et Shannon, sa première femme, se sont rencontrés pour la première fois à la gare de Stillwater, leur ville natale. Gibbs a également fondé ses règles grâce à Shannon.

### Épisode 5:Protéger et Honorer/Le Témoin
- États-Unis : 21 octobre 2008 sur CBS
- Canada : 22 octobre 2008 sur Global
- Québec : 28 août 2009 sur Historia
- France : 25 septembre 2009 sur M6[Note 2]
- Belgique : 30 septembre 2009 sur RTL-TVI

- États-Unis : 17,23 millions de téléspectateurs[12]
- France : 5,52 millions de téléspectateurs[11]

- Brian Dietzen : Jimmy Palmer 2/10
- Joe Spano : Tobias C. Fornell 1/2
- Jon Huertas : Jack Kale
- Ray Abruzzo : Rick Azari
- Mercedes Renard : Elizabeth Adler
- Mark Allan Stewart : Stefano Delmar
- Matthew Mahaney : Bruce Rivers
- Gina St. John : Journaliste de ZNN Cindy Ames
- Lauren Rose Lewis : Assistant du FBI

### Épisode 6:Primitus Victor/Le Jeu du tueur
- États-Unis : 28 octobre 2008 sur CBS
- Canada : 29 octobre 2008 sur Global
- Québec : 29 août 2009 sur Historia
- Belgique : 30 septembre 2009 sur RTL-TVI
- France : 2 octobre 2009 sur M6

- États-Unis : 17,26 millions de téléspectateurs[13]
- Canada : 0,97 million de téléspectateurs[14]
- France : 6,53 millions de téléspectateurs[15]

- Brian Dietzen : Jimmy Palmer 3/10
- Naama Kates : Rose Woodhouse
- Patrick J. Adams : Tommy Doyle
- Max Gail : Sam Loomis
- Kristen Bush : Sergent des Marines Alice Hardy
- Tim Rettley : Sergent des Marines Jack Burrell
- Brian Groh : Billy Cole
- Charles Noland : Bob Simms
- Mike Kersey : Concierge Harry Cooper

### Épisode 7:Question d'instinct/Écran de fumée
- États-Unis : 11 novembre 2008 sur CBS
- Canada : 12 novembre 2008 sur Global
- Québec : 31 août 2009 sur Historia
- Belgique : 7 octobre 2009 sur RTL-TVI
- France : 9 octobre 2009 sur M6

- États-Unis : 18,75 millions de téléspectateurs[16]
- France : 6,45 millions de téléspectateurs[17]

- Rey Valentin : Dwayne Wilson
- Eric Martsolf : Paul Harris
- Anthony Montgomery : Caporal des Marines George Linden
- Peggy Stewart : Dame âgée
- Lenny Schmidt : Eddie Banasek
- Michael Swan : Ray Vittorio
- Louis Iacoviello : Curtis Rayner, James Meyers
- Chelsey Crisp : Grace Penland
- Helena Barrett : Recrue séduisante
- Melonie Mack : Jenny Page
- Tanner Blaze Whitlock : Tommy Page
- Peter Gannon : Bartender
- Billy Finnigan : Joey Vittorio
- Jonathan LaPaglia : Brent Langer
- Liza Lapira : Michelle Lee 2/4

### Épisode 8:Domino1repartie/Cadavre exquis
- États-Unis : 18 novembre 2008 sur CBS
- Canada : 19 novembre 2008 sur Global
- Québec : 1er septembre 2009 sur Historia
- Belgique : 7 octobre 2009 sur RTL-TVI
- France : 16 octobre 2009 sur M6

- États-Unis : 17,99 millions de téléspectateurs[18]
- France : 6,76 millions de téléspectateurs[19]

- Brian Dietzen : Jimmy Palmer 4/10
- Jude Ciccolella : SecNav Phillip Davenport 1/3
- Rich McDonald : Secrétaire de la Navy Robert Deckard
- Julian Berlin : Didi
- Liza Lapira : Michelle Lee 3/4

### Épisode 9:Domino2epartie/Le Soleil et la Pluie
- États-Unis /  Canada : 25 novembre 2008 sur CBS / Global
- Québec : 2 septembre 2009 sur Historia
- Belgique : 14 octobre 2009 sur RTL-TVI
- France : 23 octobre 2009 sur M6

- États-Unis : 18,12 millions de téléspectateurs[20]
- Canada : 0,94 million de téléspectateurs[21]
- France : 6,60 millions de téléspectateurs[22]

- David Eigenberg : Ted Bankston
- Tiffany Espensen : Amanda Lee
- Katherine Herzer : Petite fille
- Troy Brenna : Kidnappeur
- Liza Lapira : Michelle Lee 4/4
- Jude Ciccolella : SecNav Phillip Davenport 2/3

### Épisode 10:Fight Club/Coups de poing
- États-Unis /  Canada : 2 décembre 2008 sur CBS / Global
- Québec : 3 septembre 2009 sur Historia
- Belgique : 30 octobre 2009 sur RTL-TVI
- France : 6 novembre 2009 sur M6

- États-Unis : 18,52 millions de téléspectateurs[23]
- Canada : 0,97 million de téléspectateurs[24]
- France : 7,17 millions de téléspectateurs (26,6 % de part de marché, M6 en tête pour l'audience)[25]

- Tracy Scoggins : Tabitha Summers
- Antonio Sabàto, Jr. : Dale Kapp
- Brian Letscher : Sam Bennett
- Kai Lennox : Adam Parker
- Andrew Rothenberg : Bruce Solomon
- John Henry Canavan : Jake Munro
- Christopher McDaniel : Officier Greg Collins
- Brian Norris : Lucas
- Michelle Mulitz : Carrie
- Brie Mattson : Fille célèbre

### Épisode 11:Le Fantôme de Noël/Douce nuit
- États-Unis /  Canada : 16 décembre 2008 sur CBS / Global
- Québec : 4 septembre 2009 sur Historia
- Belgique : 21 octobre 2009 sur RTL-TVI
- France : 6 novembre 2009 sur M6

- États-Unis : 19,94 millions de téléspectateurs[26]
- Canada : 0,85 million de téléspectateurs[27]
- France : 6,86 millions de téléspectateurs (25,7 % de part de marché, M6 en tête pour l'audience)[28]

- Peter Coyote : Ned Quinn
- Kay Lenz : Connie Quinn Wheeler
- Ryan Bittle : Détective Justin Kemp
- Carla Gallo : Melissa Wheeler Fox
- Eric Stonestreet : Harvey Ames
- Wesley Jonathan : Greg
- Charles Carroll : Dr Pryor
- Bill Stevenson : Hector

### Épisode 12:Otages/Femmes fatales
- États-Unis /  Canada : 6 janvier 2009 sur CBS / Global
- Québec : 5 septembre 2009 sur Historia
- Belgique : 21 octobre 2009 sur RTL-TVI
- France : 13 novembre 2009 sur M6

- États-Unis : 19,10 millions de téléspectateurs[29]
- Canada : 1,52 million de téléspectateurs[30]
- France : 7,19 millions de téléspectateurs (26,7 % de part de marché, M6 en tête pour l'audience)[31]

- Stephanie Niznik : Détenue Sharon Bellows
- Channon Roe : Greg Lambro
- Robert Wisdom : Directeur Gene Halsey
- Rebekah Brandes : Zoe Bellows
- Tonya Cornelisse : Kayla Vacari
- Joy Christie Di Cresce : Détenue
- Joel Shock : Gardien de prison
- Janina Gavankar : Angela Lopez

### Épisode 13:Le Porteur de mort/Les Monstres
- États-Unis /  Canada : 13 janvier 2009 sur CBS / Global
- Québec : 7 septembre 2009 sur Historia
- Belgique : 28 octobre 2009 sur RTL-TVI
- France : 20 novembre 2009 sur M6

- États-Unis : 18,62 millions de téléspectateurs[32]
- Canada : 1,63 million de téléspectateurs[33]
- France : 6,38 millions de téléspectateurs (M6 deuxième pour l'audience)[34]

- Brian Dietzen : Jimmy Palmer 5/10
- David Dayan Fisher : Trent Kort 1/2
- Torri Higginson : Dr Jordan Hampton
- William Morgan Sheppard : Marcin Jerek, M. Pain âgé
- Mark Sheppard : M. Pain jeune
- Bernard White : Ambassadeur afghan Qasim Saydia
- Naz Deravian : Mosuma Daoub
- Dariush Kashani : Ezmaray Daoub
- Kym Lane : Cheryl jeune
- Sharni Vinson : Jeannette
- Tim Chiou : Officier Kevin Lim
- Nick McDow : Javid
- Alman Bokhari : Jeune Afghan

- L'épisode retrace une partie très douloureuse de la jeunesse du Dr Mallard.

### Épisode 14:La Bague au doigt/L'Amour en guerre
- États-Unis /  Canada : 27 janvier 2009 sur CBS / Global
- Québec : 8 septembre 2009 sur Historia
- Belgique : 28 octobre 2009 sur RTL-TVI
- France : 27 novembre 2009 sur M6

- États-Unis : 19,20 millions de téléspectateurs[35]
- Canada : 1,56 million de téléspectateurs[36]
- France : 5,30 millions de téléspectateurs (23 % de part de marché, M6 deuxième pour l'audience)[37]

- Chris Carmack : Kevin Nelson
- Christine Woods : Rebecca Jennings
- Danneel Harris : Jessica Shore
- Eva Tamargo : Adrianna Lopez
- James Urbaniak : Dr Rod Daniels
- Michael Toland : Capitaine de la Navy Thomas Jennings
- David Pease : Shérif Lee Chandler

### Épisode 15:Force de dissuasion/Délivrance
- États-Unis /  Canada : 10 février 2009 sur CBS / Global
- Québec : 9 septembre 2009 sur Historia
- Suisse : 15 octobre 2009 sur Télévision suisse romande
- France : 4 décembre 2009 sur M6
- Belgique : 4 décembre 2009 sur RTL-TVI

- États-Unis : 18,03 millions de téléspectateurs[38]
- Canada : 1,68 million de téléspectateurs[39]
- Québec : 0,19 million de téléspectateurs[40] (Record d'écoute de la chaîne Historia à l'époque et qui sera battu le 31 août 2011 par le troisième épisode de la saison 8 (L'effet d'une bombe) avec 199 000 téléspectateurs.)
- France : 6,10 millions de téléspectateurs

- Muse Watson : Mike Franks
- Kurt Caceres : Sergent des Marines Vincente Medina
- Jessie Garcia : Marine première classe Tomas Tamayo
- Kari Coleman : Maggie Scott
- Joseph Julian Soria : Victor « Popeye » Carmado
- Chad Todhunter : Pete Lewis
- Frank Alvarez : Rico
- Eloy Mendez : Chuy
- Ana Mercedes : Glenda
- Hector A. Garcia : Mickey Diaz

### Épisode 16:La Règle 38
Pour les articles homonymes, voir Bounce.
- États-Unis /  Canada : 17 février 2009 sur CBS / Global
- Québec : 10 septembre 2009 sur Historia
- Suisse : 15 octobre 2009 sur Télévision suisse romande
- Belgique : 11 novembre 2009 sur RTL-TVI
- France : 11 décembre 2009 sur M6

- États-Unis : 18,06 millions de téléspectateurs[41]
- Canada : 1,51 million de téléspectateurs[42]
- France : 7,01 millions de téléspectateurs (26,9 % de part de marché, M6 en tête pour l'audience)[43]

- Brian Dietzen : Jimmy Palmer 6/10
- Paul Greene (en) : Renny Grant
- Scott Connors : Mitch Wilkins
- April Parker Jones : Elaine Davis
- Emily Foxler : Desk Clark
- Terrell Clayton : Commandant de la Navy Carl Davis
- Matt Crabtree : Curt Carver
- Ana Maria Lagasca : Maid
- Jonathan Nail : Homme d'affaires

### Épisode 17:La Chevauchée sauvage/Un mort aux trousses
- États-Unis /  Canada : 24 février 2009 sur CBS / Global
- Québec : 11 septembre 2009 sur Historia
- Belgique : 18 novembre 2009 sur RTL-TVI
- France : 18 décembre 2009 sur M6

- États-Unis : 18,27 millions de téléspectateurs[44]
- Canada : 1,55 million de téléspectateurs[45]
- France : 7,28 millions de téléspectateurs (28,4 % de part de marché, M6 en tête pour l'audience)[46]

- Lance Henriksen : Shérif Clay Boyd
- Tim Guinee : Bart Lemming
- Mira Furlan : Dina Risi
- Patrick St. Esprit : Commandant de la Navy Weidman
- Robert Ri'Chard : Marin de la navy Richard Zell
- Matt Miller : Jack Patterson
- Zach Lewis : Clerk Roy
- Barry Livingston : Meek Looking Man
- Aaron Norvell : Policier en uniforme n°1
- John Roderick Davidson : Policier en uniforme n°2

### Épisode 18:K.O./Au tapis
- États-Unis /  Canada : 17 mars 2009 sur CBS / Global
- Québec : 12 septembre 2009 sur Historia
- Belgique : 18 novembre 2009 sur RTL-TVI
- France : 8 janvier 2010 sur M6

- États-Unis : 15,84 millions de téléspectateurs[47]
- Canada : 1,50 million de téléspectateurs[48]
- France : 6,62 millions de téléspectateurs (23,8 % de part de marché, M6 en tête pour l'audience)[49]

- Brian Dietzen : Jimmy Palmer 7/10
- Paula Newsome : Jackie Vance
- Obba Babatundé : Joe Banks
- Rochelle Aytes : Tara Kole
- Lou Beatty Jr. : Issac Curtis
- Ray Campbell : Tatum Dell
- Oscar Torre : Xavier Rios
- Khamani Griffin : Jared Vance
- China Anne McClain : Delilah « Lily » Vance
- Deprece Reddick : Spit
- Amin Joseph : Campbell

- On en apprend un peu plus sur le passé de Vance.
- Film cité par DiNozzo: Joe contre le volcan.

### Épisode 19:Innocence perdue/Cache-cache
- États-Unis /  Canada : 24 mars 2009 sur CBS / Global
- Québec : 14 septembre 2009 sur Historia
- Belgique : 25 novembre 2009 sur RTL-TVI
- France : 15 janvier 2010 sur M6

- États-Unis : 17,83 millions de téléspectateurs[50]
- Canada : 1,52 million de téléspectateurs[51]
- France : 6,90 millions de téléspectateurs (27,5 % de part de marché, M6 en tête pour l'audience)[52]

- Markus Flanagan : Commandant de la Navy Mike Taffet
- Rebecca Creskoff : Hillary Taffet
- Braeden Lemasters : Noah Taffet
- Amelia Bryn Smith : Rebecca Taffet
- Ronnie Gene Blevins : Donald Nowakowski
- Carlease Burke : D'Arcy McKinna
- Kendall Ryan Sanders : Zane Wilson
- Rico Rodriguez : Travis Buckley
- Carolyn McDermott : Mère de Zane
- Tessa Munro : Mère de Travis

### Épisode 20:L'Heure des comptes/Témoin à charges
- États-Unis /  Canada : 31 mars 2009 sur CBS / Global
- Québec : 15 septembre 2009 sur Historia
- Belgique : 25 novembre 2009 sur RTL-TVI
- France : 22 janvier 2010 sur M6

- États-Unis : 17,23 millions de téléspectateurs[53]
- Canada : 1,59 million de téléspectateurs[54]
- France : 6,34 millions de téléspectateurs (26,8 % de part de marché, M6 en tête pour l'audience)[55]

- Brian Dietzen : Jimmy Palmer 8/10
- David Dayan Fisher : Trent Kort 2/2
- Christian Clemenson : Perry Sterling
- James Ellis Lane : U.S. Marshal
- Lissa Cohen : Nourrice

### Épisode 21:Toxiques/Échec et mat
- États-Unis /  Canada : 7 avril 2009 sur CBS / Global
- Québec : 16 septembre 2009 sur Historia
- Belgique : 2 décembre 2009 sur RTL-TVI
- France : 29 janvier 2010 sur M6

- États-Unis : 17,81 millions de téléspectateurs[56]
- Canada : 1,77 million de téléspectateurs[57]
- France : 6,90 millions de téléspectateurs (26,1 % de part de marché, M6 deuxième pour l'audience)[58]

- Brian Dietzen : Jimmy Palmer 9/10
- Peter Jason : Robert King
- Christopher Cousins : Jordan Jones
- Andrew Borba : Phillip Heller
- Marianne Muellerleile : Nurse Hannah Dunstan
- Julie Claire : Lois Heller
- Daniel Travis : Drew
- Mim Drew : Marie
- Felice Heather Monteith : Agent du FBI Samantha Morris
- John Brantly Cole Jr. : Orderly
- Keith Burke : Agent du FBI
- Tavis Danz : Marine Marco Riggs

### Épisode 22:Légende (1repartie)
- États-Unis /  Canada : 28 avril 2009 sur CBS / Global
- Québec : 17 septembre 2009 sur Historia
- Belgique : 2 décembre 2009 sur RTL-TVI
- France : 5 février 2010 sur M6

- États-Unis : 16,7 millions de téléspectateurs[59]
- Canada : 1,646 million de téléspectateurs[60]
- France : 6,668 millions de téléspectateurs (26,7 % de part de marché, M6 en tête pour l'audience)[61]

- Chris O'Donnell : G. Callen
- Louise Lombard : Lara Macy
- Peter Cambor : Nate Getz
- Daniela Ruah : Kensi Blye
- LL Cool J : Sam Hanna
- Barrett Foa : Eric Beale
- Merik Tadros : Michael Rivkin 2/5
- Brian Avers : Mattie Ray
- Michael Peter Bolus : Max Talia
- Brian Burnett : Benji Kass
- Jhon Doria : Stephano Kass
- Liisa Evastina : Jeune femme russe

### Épisode 23:Légende (2epartie)
- États-Unis /  Canada : 5 mai 2009 sur CBS / Global
- Québec : 18 septembre 2009 sur Historia
- Belgique : 16 décembre 2009 sur RTL-TVI
- France : 12 février 2010 sur M6

- États-Unis : 16,72 millions de téléspectateurs[62]
- Canada : 1,639 million de téléspectateurs[63]
- France : 6,7 millions de téléspectateurs (25,6 % de part de marché, M6 en tête pour l'audience)[64]

- Chris O'Donnell : G. Callen
- Louise Lombard : Lara Macy
- Peter Cambor : Nate Getz
- Daniela Ruah : Kensi Blye
- LL Cool J : Sam Hanna
- Barrett Foa : Eric Beale
- Merik Tadros : Michael Rivkin 3/5
- Dilshad Vadsaria : Shakira Zayd
- Nick Tarabay : Haziq Khaleel
- Joseph Eid : Jumah
- Jill Czarnowski : Technicien du MTAC
- Emiliano Torres : Voyou n°1
- Patrick Wolff : Voyou n°2
- Liisa Evastina : Jeune femme russe

### Épisode 24:Poker menteur / Cartes sur table
- États-Unis /  Canada : 12 mai 2009 sur CBS / Global
- Québec : 19 septembre 2009 sur Historia
- Belgique : 16 décembre 2009 sur RTL-TVI
- France : 19 février 2010 sur M6

- États-Unis : 16,19 millions de téléspectateurs[65]
- France : 6,50 millions de téléspectateurs (25,8 % de part de marché, M6 en tête pour l'audience)[66]

- Jaime Murray : Julia Foster-Yates
- Joe Spano : Tobias C. Fornell 2/2
- Jude Ciccolella : Phillip Davenport 3/3
- Merik Tadros : Michael Rivkin 4/5
- William Allen Young : Barry Hutchinson
- Tom Kemp : Len Gregory
- Steven M. Gagnon : Roger Kirkwood
- John Wickersham : Agent Sherman de l'ICE

- Mort de Michael Rivkin, agent du Mossad tué par Tony lors d'une bagarre ce qui va entrainer de fortes tensions entre lui et Ziva.

### Épisode 25:Aliyah / Le Pardon
- États-Unis /  Canada : 19 mai 2009 sur CBS / Global
- Québec : 21 septembre 2009 sur Historia
- Belgique : 26 décembre 2009 sur RTL-TVI
- France : 26 février 2010 sur M6

- États-Unis : 16,50 millions de téléspectateurs[67]
- Canada : 1,74 million de téléspectateurs[68]
- France : 4,95 millions de téléspectateurs[69] (19,6 % de part de marché, M6 troisième pour l'audience derrière France-Pays de Galles sur France 2 et Les Experts : Miami sur TF1)

- Brian Dietzen : Jimmy Palmer 10/10
- Michael Nouri : Eli David 5/5
- Arnold Vosloo : Amit Hadar
- Merik Tadros : Michael Rivkin
- Omid Abtahi : Salim
- Inger Tudor : Sandra

- Épisode tendu entre Tony et Ziva.
- À noter que les audiences françaises pour cet épisode furent faibles car le Tournoi des Six Nations était retransmis sur France 2.

## Audiences

### En France
En millions de téléspectateurs

### Aux États-Unis
En millions de téléspectateurs

### Au Canada anglophone

#### Portrait global
- Note : les cotes d'écoute de certains épisodes ne sont pas disponibles dû au fait que ces épisodes ont été diffusés après la diffusion américaine et que la majorité des téléspectateurs a regardé l'émission sur CBS, le diffuseur américain.
- La moyenne de cette saison est d'environ 1,60 million de téléspectateurs[Note 3].